# Cordillera Blanca
Codellera Blanca (tiếng Tây Ban Nha là "Dãy núi Trắng") là một dãy núi ở khu vực Ancash của Peru. Nó trải dài từ 8°08' và 9°58'B và 77°00' đến 77°52'T. Nó chứa 722 sông băng. Một phần của dãy Andes lớn hơn, nó bao gồm 33 đỉnh núi lớn hơn 5.500 m (18.040 ft) cao trong một khu vực 21 km (13 mi) và rộng khoảng 200 km (124 dặm).
Ngọn núi cao nhất ở Peru, Huascaran (6.768 m), nằm ở đây. Vườn quốc gia Huascaran, được thành lập vào năm 1975, bao gồm gần như toàn bộ phạm vi của Cordillera Blanca.

## Các đỉnh núi
Có 16 đỉnh núi cao trên 6.000 m ở Cordillera Blanca với prominence địa hình 400 m, và 17 đỉnh nữa cao trên 5.500 m. Huascaran Sur, đỉnh cao nhất, có hai đỉnh cao 6746 trên bảddooof IGM Peru, và 6768 m từ bản đồ khảo sát OEAV.
Một số đỉnh cao nhất chọn lọc của Cordillera Blanca được liệt kê dưới đây.
| - Huascarán, 6.768 mét (22.205 ft) - Wantsan, 6.369 mét (20.896 ft) - Huandoy, 6.360 mét (20.866 ft) - Chopicalqui, 6.354 mét (20.846 ft) - Rurichinchay, 6.309 mét (20.699 ft) - Pallqarahu, 6.274 mét (20.584 ft) - Pukarahu, 6.259 mét (20.535 ft) - Qupa, 6.188 mét (20.302 ft) - Ranrapallqa, 6.162 mét (20.217 ft) - Pukaranra, 6.147 mét (20.167 ft) - Wallqan, 6.122 mét (20.085 ft) - Chakrarahu, 6.108 mét (20.039 ft) - Pukahirka, 6.046 mét (19.836 ft) - Kitarahu, 6.040 mét (19.816 ft) - Tuqllarahu, 6.034 mét (19.797 ft) - Artesonraju, 6.025 mét (19.767 ft) - Qaras, 6.025 mét (19.767 ft) - Yanarahu, 5.954 mét (19.534 ft) - Allpamayu, 5.947 mét (19.511 ft) - Uqshapallqa, 5.888 mét (19.318 ft) - Pirámide, 5.885 mét (19.308 ft) - Tawllirahu, 5.830 mét (19.127 ft) - Rinrihirka, 5.810 mét (19.062 ft) - Tullparahu, 5.787 mét (18.986 ft) - Pisqu, 5.752 mét (18.871 ft) - Paqtsarahu, 5.749 mét (18.862 ft) - Champara, 5.735 mét (18.816 ft) - Urwashrahu, 5.722 mét (18.773 ft) - Kashan, 5.716 mét (18.753 ft) | - Shaqsha, 5.703 mét (18.711 ft) - Mururahu, 5.688 mét (18.661 ft) - Wallunarahu, 5.686 mét (18.655 ft) - Qiwllarahu, 5.682 mét (18.642 ft) - Qishqi, 5.630 mét (18.471 ft) - Hatunkunka, 5.600 mét (18.373 ft) - Perlilla, 5.587 mét (18.330 ft) - Qupap, 5.570 mét (18.274 ft) - Antap'iti, 5.518 mét (18.104 ft) - Tantash, 5.504 mét (18.058 ft) - Kayish, 5.500 mét (18.045 ft) - Qaqapampa, 5.500 mét (18.045 ft) - Qarwakancha, 5.500 mét (18.045 ft) - Churup, 5.493 mét (18.022 ft) - Challwa, 5.487 mét (18.002 ft) - Tuku, 5.479 mét (17.976 ft) - Yanaphaqcha, 5.460 mét (17.913 ft) - Kima Rumi, 5.459 mét (17.910 ft) - Wamashrahu, 5.434 mét (17.828 ft) - Yanarahu, 5.423 mét (17.792 ft) - Tuqtupampa, 5.420 mét (17.782 ft) - Pukaqaqa Punta, 5.400 mét (17.717 ft) - Ruriq, 5.369 mét (17.615 ft) - Rahu Kutaq, 5.355 mét (17.569 ft) - Pukarahu, 5.346 mét (17.539 ft) - Tuqtu Punta, 5.343 mét (17.530 ft) - Map'arahu, 5.326 mét (17.474 ft) - Paqtsaruri, 5.315 mét (17.438 ft) | - Pumapampa, 5.300 mét (17.388 ft) - Tarush Kancha, 5.300 mét (17.388 ft) - Chiqllarahu, 5.286 mét (17.343 ft) - Pilanku, 5.286 mét (17.343 ft) - Rima Rima, 5.248 mét (17.218 ft) - Yanamaray, 5.237 mét (17.182 ft) - Tarush Wachanan, 5.200 mét (17.060 ft) - Tuqtu, 5.200 mét (17.060 ft) - P'aqra, 5.100 mét (16.732 ft) - Santun, 5.100 mét (16.732 ft) - Sintiru, 5.100 mét (16.732 ft) - Ichik Qiwlla, 5.091 mét (16.703 ft) - Yanarahu, 5.055 mét (16.585 ft) - Pukarahu, 5.025 mét (16.486 ft) - Puma Wayin, 5.008 mét (16.430 ft) - Artisa, 5.000 mét (16.404 ft) - Kunkush, 5.000 mét (16.404 ft) - Puka Mach'ay, 5.000 mét (16.404 ft) - Pukarahu, 5.000 mét (16.404 ft) - Qiwlla Hirka, 5.000 mét (16.404 ft) - Wishka Hirka, 4.934 mét (16.188 ft) - Kunkush Punta, 4.907 mét (16.099 ft) - Millu Hirka, 4.900 mét (16.076 ft) - Qawish, 4.900 mét (16.076 ft) - Awki, 4.800 mét (15.748 ft) - Pukarahu, 4.800 mét (15.748 ft) - Kuntur Sinqa, 4.630 mét (15.190 ft) - Rukutu Punta, 4.400 mét (14.436 ft) |

Các nhóm đỉnh núi chính từ bắc đến nam là:
- Champara
- Millwaqucha, Pilanku
- Pukarahu (Huaylas Province), Allpamayu, Kitarahu, Pukahirka, Pukarahu (Lucma District), Rinrihirka, Tayapampa, Tawllirahu, Tuqtupampa
- Huandoy, Artesonraju, Chakrarahu, Qaras, Pirámide, Pisqu, Yanaphaqcha
- Huascarán, Chopicalqui
- Yanarahu (Asunción Province)
- Qupa, Chiqllarahu, Chukllarahu, Paqtsarahu, Paqtsaruri, Ulta, Wallqan
- Perlilla, Qaqapampa, Qupap, Tarush Kancha, Tarush Wachanan
- Antap'iti, Kayish, Churup, Hatun Kunka, Map'arahu, Pallqarahu, Pukaqaqa Punta, Pukaranra, Ranrapallqa, Rima Rima, Rurichinchay, Tullparahu, Tuqllarahu, Urus, Uqshapallqa, Wallunarahu, Wamanripa
- Wantsan, Kashan, Puka Matarahu, Ruriq, Shaqsha, Urwashrahu, Wamashrahu
- Yanamaray, Pukarahu (Recuay Province)
- P'unqu, Qishqi
- Parya (Raria)
- Qiwllarahu, Challwa, Tuku, Santun, Qiwlla Hirka, Wishka Hirka